# رون غلاس
رون غلاس (بالإنجليزية: Ron Glass)‏‏ (10 يوليو 1945 - 25 نوفمبر 2016)، هو ممثل أمريكي.

## وصلات خارجية
- رون غلاس على موقع IMDb (الإنجليزية)
- رون غلاس على موقع ألو سيني (الفرنسية)
- رون غلاس على موقع أول موفي (الإنجليزية)
- رون غلاس على موقع قاعدة بيانات برودواي على الإنترنت (الإنجليزية)
- رون غلاس على موقع قاعدة بيانات الأفلام السويدية (السويدية)
- رون غلاس على موقع إن إن دي بي (الإنجليزية)
- رون غلاس على موقع قاعدة بيانات الفيلم (الإنجليزية)
- رون غلاس على موقع كينوبويسك (الروسية)